# Carbinea robertsi
Carbinea robertsi är en spindelart som beskrevs av Davies 1999. Carbinea robertsi ingår i släktet Carbinea och familjen Amphinectidae.
Artens utbredningsområde är Queensland. Inga underarter finns listade.